# Josip Mikulić
Josip Mikulić (Ljubuški, 12 aprile 1986) è un ex calciatore bosniaco naturalizzato croato, di ruolo difensore.

## Carriera
Ha iniziato la sua carriera nelle file giovanili della Dinamo Zagabria prima di andare in prestito alla Croatia Sesvete durante la stagione 2004. Dopo una stagione con la Sesvete si trasferisce alla NK Zagabria dove rimase per cinque stagioni, giocando 49 partite di campionato in totale.
Mikulić si trasferisce nel Chicago Fire il 6 gennaio 2011 come svincolato. Ha fatto il suo debutto per i Fires il 19 marzo 2011, in una partita di campionato contro il Dallas, finita 1-1.